# خندق كرماديك

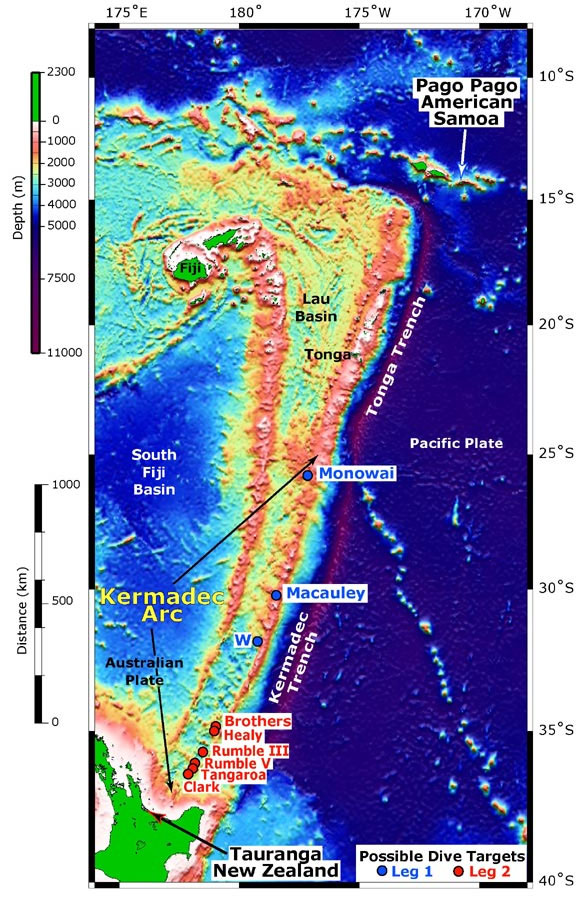
خريطة خندق كرماديك وخندق تونغا، شمال نيوزيلندا، بالقرب من فيجي وتونغا وساموا الأمريكية. إلى الغرب مباشرة يقع خندق كرماديك.

خندق كرماديك هو خندق محيطي يقع بالقرب من جزر كرماديك في جنوب المحيط الهادئ. يمتد حوالي 1000 كم 540 ميل بحري من سلسلة جبال لويزفيل البحرية في الشمال (26 درجة جنوبا) إلى هضبة هيكورانجي في الجنوب (37 درجة جنوبا)، شمال شرق الجزيرة الشمالية لنيوزيلندا. جنبا إلى جنب مع خندق تونغا في الشمال، تشكل 2000 كم - نظام اندساس طويل وشبه خطي بين كرماديك وتونجا، والذي بدأ في التطور في العصر الأيوسيني عندما بدأت صفيحة المحيط الهادئ في الانحدار أسفل الصفيحة الأسترالية. معدلات التقارب على طول نظام الاندساس هذا من بين الأسرع على الأرض، 80 مم/سنة في الشمال و45 مم/سنة في الجنوب.